# Nimravides
Genre
Nimravides est un genre fossile de grands félidés qui vivait au Miocène en Amérique du Nord, il y a entre 10,3 et 5,3 millions d'années.

## Description
Malgré son nom scientifique, il n'appartient pas à la famille des Nimravidae, mais à celle des Felidae (félins) de la sous-famille aujourd'hui éteinte des Machairodontinés, donc proche des genres Smilodon et Machairodus et de la tribu des Homotherini.
Nimravides catacopsis, l'une des espèces les plus grandes et les plus récentes, mesurait 1 mètre à l'épaule, soit une taille similaire à celle d'un tigre de grande taille.

## Liste d'espèces
Selon Paleobiology Database (12 janvier 2021) :
- Nimravides galiani Baskin, 1981
- Nimravides hibbardi Dalquest, 1969
- Nimravides pedionomus Macdonald, 1948
- Nimravides thinobates Macdonald, 1948 - espèce type

Espèces auxquelles est parfois ajoutée :
- Nimravides catacopsis (Cope, 1887)

Toutefois, selon Jon A. Baskin cette dernière pourrait être considérée comme un nomen dubium et n’être qu'un synonyme de Nimravides thinobates. 